# Кулявик, Томаш
То́маш Куля́вик (пол. Tomasz Kulawik; род. 4 мая 1969, Олькуш, Польша) — польский футболист и футбольный тренер. Выступал на позиции полузащитника.

## Биография
Играл на позиции полузащитника. В высшей лиге Польши сыграл в составах Заглембе (Сосновец), Висла (Краков) и Рух (Хожув) 257 матчей, забил 37 голов.
С краковским клубом дважды становился чемпионом Польши, завоевал кубок Польши, кубок Лиги и суперкубок Польши. Был лучшим бомбардиром розыгрыша кубка УЕФА в сезоне 1998/99 года.
После окончания игровой карьеры работал в тренерском штабе Вислы. После увольнения Ежи Энгеля, осенью 2005 года стал главным тренером клуба. Затем был тренером молодёжного состава. 6 августа 2010 года, после отставки Хенрика Касперчака, вновь стал временным тренером Вислы до 21 августа, когда тренером стал голландец Роберт Мааскант.
3 ноября 2012 года был назначен главным тренером краковского клуба.
Как игрок, играл в двух матчах сборной Польши: 22 апреля 1998 года в проигранном 1:4 товарищеском матче с Хорватией (вышел на поле на 80 минуте) и 18 августа 1998 в выигранном 2:0 товарищеском матче со сборной Израиля (вышел на поле на 62 минуте).

## Достижения
- Чемпион Польши: 1999, 2001
- Обладатель Кубка Польши: 2002
- Обладатель Кубка Экстраклассы: 2001
- Обладатель Суперкубка Польши: 2001
- Лучший бомбардир Кубка УЕФА: розыгрыш 1998/99